# Circondario di Castelnuovo di Garfagnana
Il circondario di Castelnuovo di Garfagnana era uno dei circondari italiani, soppresso nel 1926. Aveva una superficie di 535,16 km² e comprendeva 17 comuni raggruppati in 4 mandamenti. Secondo il censimento del 31 dicembre 1896 aveva una popolazione di 40.658 abitanti.

## Storia
Il circondario di Castelnuovo di Garfagnana, parte della provincia di Modena, venne istituito nel 1859, in seguito ad un decreto dittatoriale di Carlo Farini che ridisegnava la suddivisione amministrativa dell'Emilia in previsione dell'annessione al Regno di Sardegna. Nel 1861 venne distaccato dalla provincia di Modena ed assegnato a quella di Massa e Carrara.
Nel 1923 il circondario venne distaccato dalla provincia di Massa e Carrara ed aggregato alla provincia di Lucca.
Il circondario di Castelnuovo di Garfagnana venne soppresso nel 1926 e il territorio assegnato al circondario di Lucca.

## Geografia antropica

### Suddivisioni amministrative
Nel 1863, la composizione del circondario (II della provincia di Massa e Carrara) era la seguente, ricalcata su quella decisa dal decreto del 1859:
- mandamento I di Camporgiano

1. Camporgiano;
2. Careggine;
3. San Romano;
4. Vagli Sotto

- mandamento II di Castelnuovo di Garfagnana

1. Castelnuovo di Garfagnana;
2. Castiglione di Garfagnana;
3. Fosciandora;
4. Pieve Fosciana;
5. Villa Collemandina

- mandamento III di Gallicano

1. Gallicano;
2. Molazzana;
3. Trassilico;
4. Vergemoli

- mandamento IV di Minucciano

1. Giuncugnano;
2. Minucciano;
3. Piazza al Serchio;
4. Sillano